# 坂本芳秋
坂本 芳秋（さかもと よしあき、生没年不詳）とは、江戸時代の京都の浮世絵師。

## 来歴
『浮世絵師伝』によれば歌川国芳の門人。京都の人で俗称は鹿蔵、作画期は嘉永の頃とされる。